# 隆宗門
39°55′07″N 116°23′45″E / 39.918718°N 116.395705°E

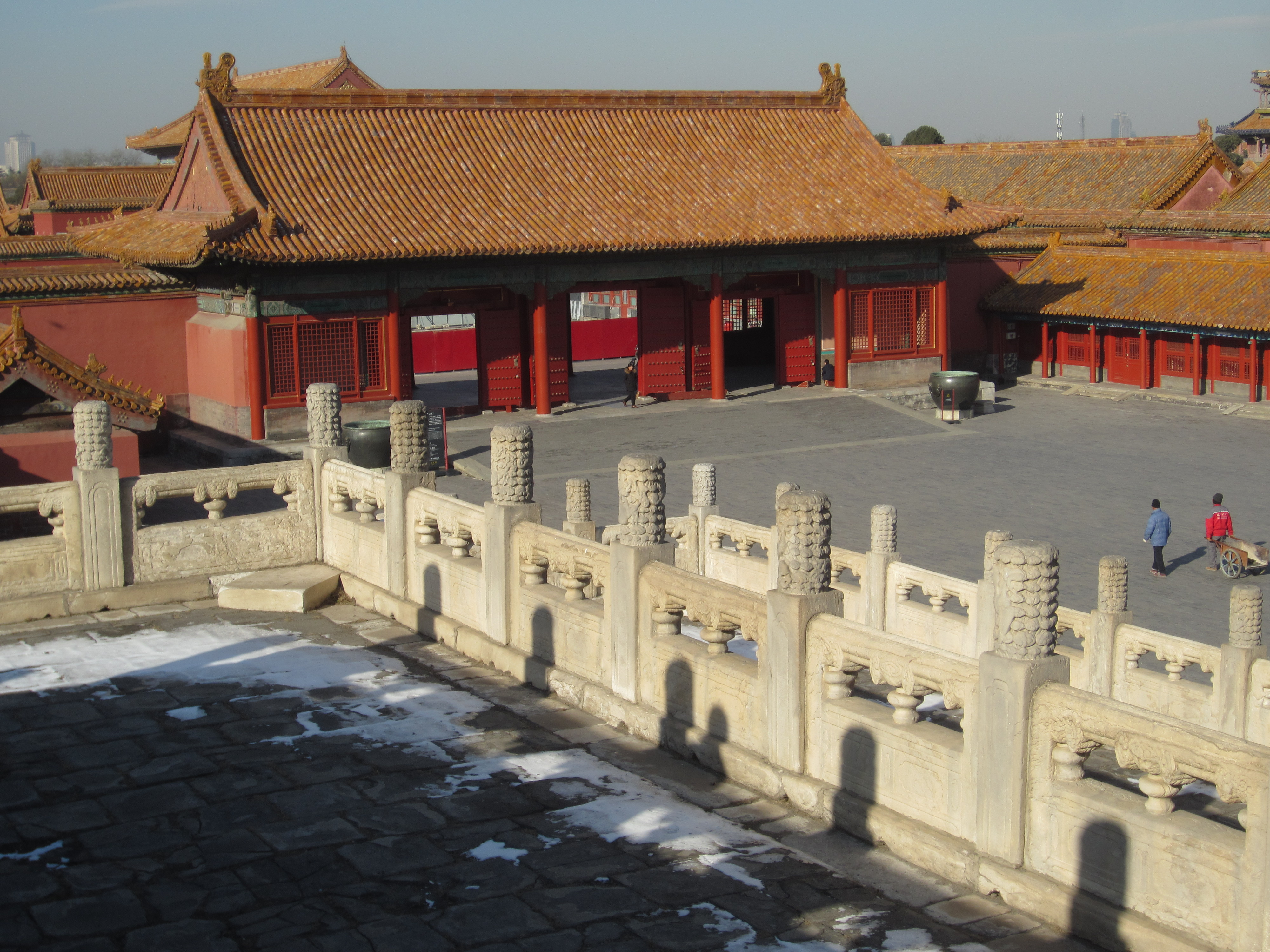
从保和殿后面西望隆宗门

隆宗门（穆麟德轉寫：lung dzung men），位于紫禁城清门前广场西侧，是紫禁城内廷与外朝西路以及西苑的重要通路。

## 历史

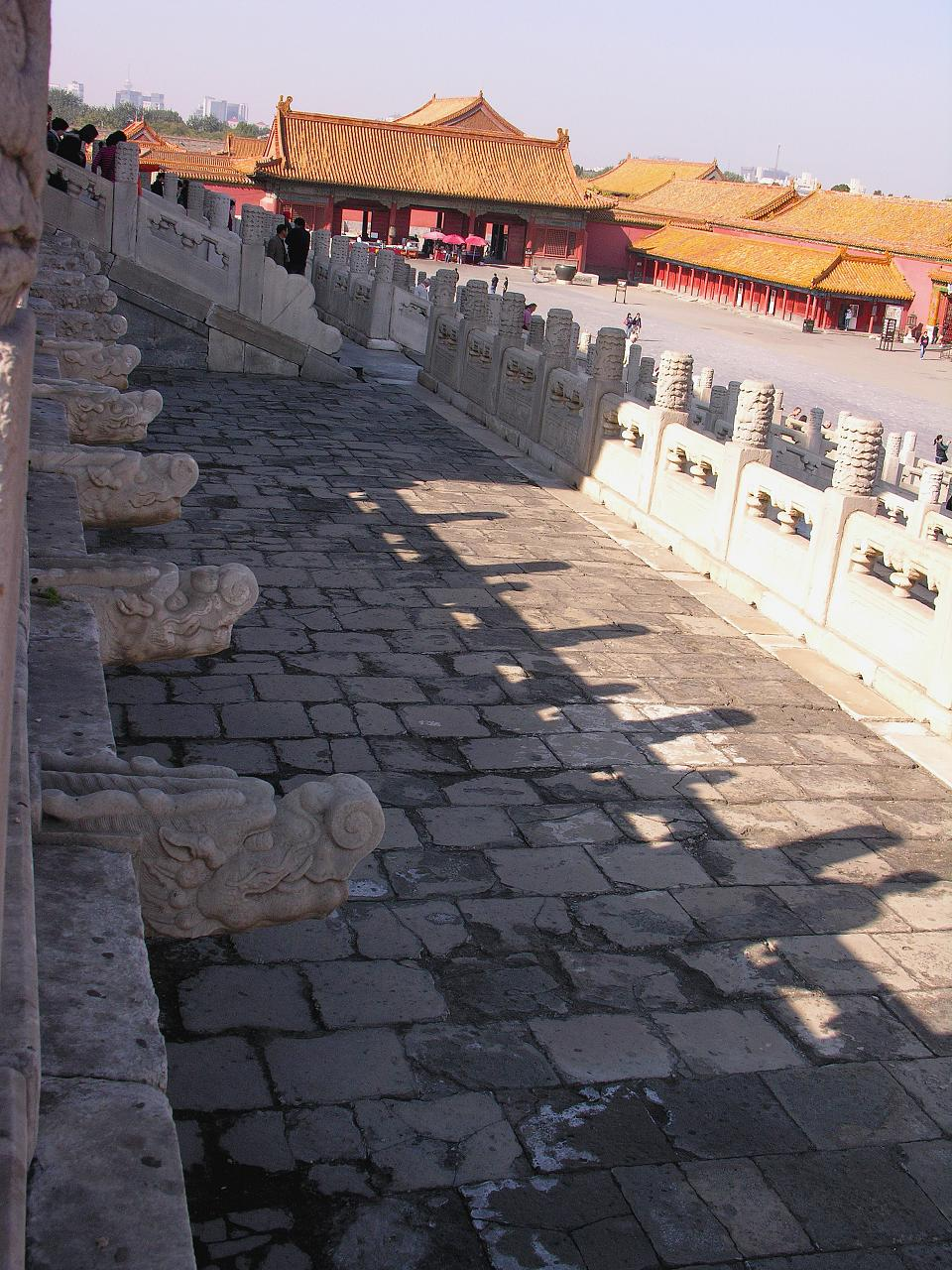
从保和殿后面西望隆宗门。隆宗门右侧为军机处

隆宗门始建于明朝永乐十八年（1420年）。明朝万历二十六年十一月（1598年）重修。清朝沿袭明朝制度，并于顺治十二年（1655年）重修隆宗门。隆宗门是紫禁城内廷与外朝西路以及西苑的重要通路，非奏事待旨以及宣召，即便是王公大臣也不准私入。  

清朝皇帝喜欢园居，康熙帝、雍正帝、道光帝等几位皇帝均在紫禁城外的西郊皇家园林中驾崩，他们的梓宫均经隆宗门迎入，并且在隆宗门内斋集举哀。

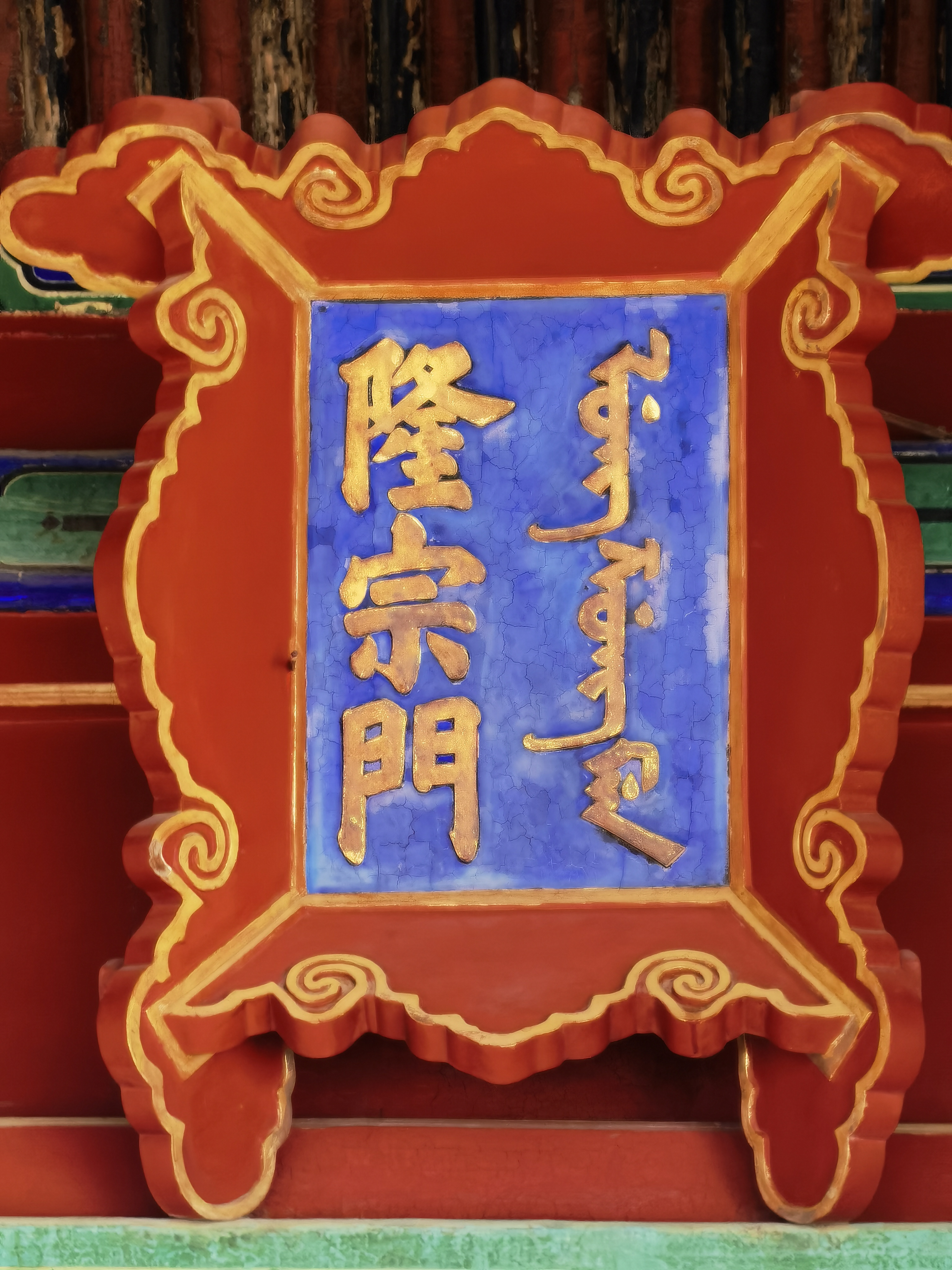
隆宗门牌匾及箭镞

清朝嘉庆十八年（1813年），中原发生天理教起义，林清策划并领导了京畿地区的一支队伍直接进攻紫禁城，史称“癸酉之变”。嘉庆十八年九月十五日，起义军乔装改扮，分为两路，分别从东华门、西华门进入宫城。进入西华门的一支在当内应的太监引领下攻至隆宗门，隆宗门已被守军关闭。天理教徒企图翻墙进入隆宗门内开门，遂爬到养心殿南侧的膳房屋顶，被守卫在养心殿的皇二子旻宁（即日后的道光帝）用火枪打死二人。随后天理教徒遭清军镇压，很快失败。天理教徒和清军在隆宗门激战时，有两支箭射在隆宗门上，一支位于隆宗门内侧（东侧）北起第二排第四根椽头上，另一支在隆宗门外侧（西侧）檐下门额“隆宗门”三字中的“宗”字左侧。这两支箭的箭杆已无存，仅余箭镞深入椽头及门额的木头中，十多厘米长的箭铤外露。

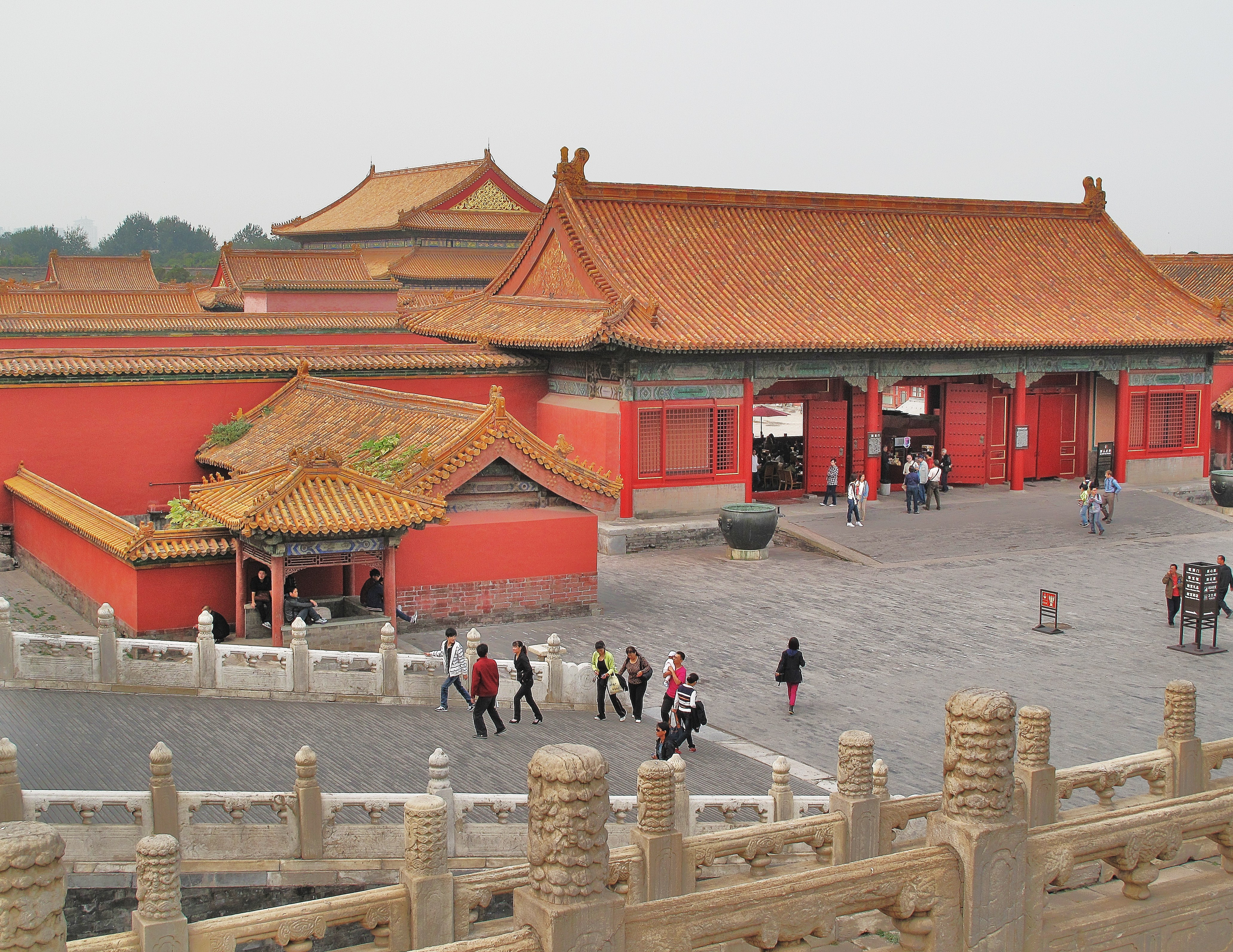
从保和殿后面西望隆宗门

2014年，为消除安全隐患，建设“平安故宫”，故宫博物院拆除隆宗门内的彩钢房（原为观众快餐厅）。

## 建筑
隆宗门位于清门前广场西侧，坐东朝西，和广场东侧的景运门相对立，二者形制相同。隆宗门面阔五间，黄琉璃瓦单檐歇山顶，单昂三踩斗拱，彻上明造，梁枋绘墨线大点金旋子彩画。明间以及两次间被辟为门道，门扉设在后檐金柱之处。门道内外设有礓磋慢道，以方便车舆通行。隆宗门内北侧是军机处值房，门外正西是慈宁宫。